# 1743
Перша наукова революція •  Глухівський період в історії Гетьманщини •  Російська імперія

## Геополітична ситуація
Османську імперію очолює Махмуд I (до 1754). Під владою османського султана перебувають Близький Схід та Єгипет, Середземноморське узбережжя Північної Африки, частина Закавказзя, значні території в Європі: Греція, Болгарія та Сербія. Васалами османів є Волощина та Молдова.
Священна Римська імперія охоплює, крім німецьких земель, Угорщину з Хорватією, Трансильванію, Богемію, Північну Італію, Австрійські Нідерланди. Її імператор — Карл VII (до 1745), але на трон претендує також донька попереднього імператора Марія-Терезія. Марія-Терезія має титул королеви Угорщини. Король Пруссії є Фрідріх II (до 1786).
На передові позиції в Європі вийшла Франція, якою править Людовик XV (до 1774). Франція має колонії в Північній Америці та Індії. Король Іспанії — Філіп V з династії Бурбонів (до 1746). Королівству Іспанія належать південь Італії, Нова Іспанія, Нова Гранада та Віцекоролівство Перу в Америці, Філіппіни. Королем Португалії є Жуан V (до 1750). Португалія має володіння в Бразилії, в Африці, в Індії, в Індійському океані й Індонезії.
Північ Нідерландів займає Республіка Об'єднаних провінцій. Вона має колонії в Північній Америці, Індонезії, на Формозі та на Цейлоні. Великою Британією править Георг II (до 1760). Британія має колонії в Північній Америці, на Карибах та в Індії. Король Данії та Норвегії — Крістіан VI (до 1746), на шведському троні сидить Фредерік I (до 1751). На Апеннінському півострові незалежні Венеціанська республіка та Папська область. У Речі Посполитій королює Август III Фрідріх (до 1763). На троні Російської імперії сидить Єлизавета Петрівна (до 1761).
Україну розділено по Дніпру між Річчю Посполитою та Російською імперією. Управління Лівобережною Україною здійснює Правління гетьманського уряду. Нова Січ є пристановищем козаків. Існує Кримське ханство, якому підвладна Ногайська орда.
В Ірані при владі династія Афшаридів.
Значними державами Індостану є Імперія Великих Моголів, Імперія Маратха. В Китаї править Династія Цін. У Японії триває період Едо.

## Події

### В Україні
- Завершено роботу над документом «Права, за якими судиться малоросійський народ».

### У світі
- 8 січня король Польщі Август III підписав із Австрією угоду, пообіцявши підтримку, якщо Австрія поступиться Саксонії частиною Сілезії.
- Прем'єр-міністром Великої Британії став Генрі Пелем.
- Прітхві Нараян Шах прийшов до влади в князівстві Горкха і почав процес об'єднання Непалу.
- У Швеції спалахнуло повстання під назвою Великий даларнський танок.
- У місті Або підписано мирний договір, що завершив російсько-шведську війну. Росія поступилася великою частиною завойованих територій у Фінляндії, однак віддалила кордон від Санкт-Петербурга.
- Війна за австрійську спадщину. У Деттінгенській битві британські війська в союзі з ганноверськими та гессенськими завдали поразки французам.
- Велика Британія, Австрія та Сардинія підписали Вормський договір, який залагоджував розбіжності між сторонами, але по суті мав на меті вивести Карла VII з-під впливу Франції.
- Королівські родини Великої Британії та Данії поріднилися — британська принцеса Луїза стала дружиною данського принца Фредеріка.

### Наука і культура
- 23 березня в Лондоні відбулась прем'єра ораторії Георга Генделя «Самсон».
- Вперше спостерігалася Велика комета 1744 року.
- У Тоскані вийшов закон, за яким примірник кожної друкованої книги повинен здаватися в бібліотеку.
- Побачила світ повість «Життя Джонатана Вайльда Великого» Генрі Філдінга.
- Медаль Коплі отримав Авраам Трамбле.

## Народились
див. також Категорія:Народились 1743
- 19 лютого — Луїджі Боккеріні, італійський композитор, віолончеліст.
- 13 квітня — Томас Джефферсон, 3-й президент США (1801—1809), один з авторів Декларації незалежності.
- 24 травня — Жан Поль Марат, французький лікар, публіцист, революціонер, голова Якобінського клубу.
- 2 червня — Алессандро Каліостро (Джузеппе Бальзамо), італійський авантюрист і шарлатан.
- 26 серпня — Антуан Лоран Лавуазьє, французький вчений, один з основоположників сучасної хімії.
- 17 вересня — Марі Жан Антуан Ніколя Кондорсе, французький математик, філософ, енциклопедист, політик.

## Померли
див. також Категорія:Померли 1743